# Dobliče
Doblíče je naselje v Občini Črnomelj.

## Geografija
Povprečna nadmorska višina naselja je 175 m.
Pomembnejše bližnje naselje je Črnomelj (5 km).
V naselju je cerkev sv. Janeza Evangelista.
Pri kraju izvira Dobličica, pritok Lahinje, v kateri so našli črnega močerila.